# Марика (митология)
Марика или Марица, Марция (на латински: Marica) е в древноримската митология нимфа.
При римляните тя е едно от имената или синоним за Фауна.
Тя е съпруга на бог Фаунус и майка на Латин, цар на Лацио.
Една свещена гора близо до Минтурно е посветена на нея.